# Championnat de Brunei de football 2015
Navigation
Saison précédente Saison suivante
La saison 2015 du Championnat de Brunei de football est la neuvième édition du championnat national de première division à Brunei. Les dix meilleurs clubs du pays sont regroupés au sein d'une poule unique où ils s'affrontent deux fois. Les deux derniers du classement sont relégués et remplacés par les deux meilleures formations de Liga Perdana, la deuxième division brunéienne.
C'est le MS ABDB qui remporte la compétition, après avoir terminé en tête du classement final, avec sept points d'avance sur le double tenant du titre, Indera Sport Club. C'est le tout premier titre de champion du Brunei de l'histoire du club, qui réalise d'ailleurs le doublé en s'imposant face à Indera en finale de la Coupe de Brunei.
Avant le début de la saison, pour une raison indéterminée, le QAF FC et LLRC FT ne prennent pas part à la compétition. Pour pallier ces deux forfaits, la fédération décide de repêcher Kilanas FC, 9e du dernier championnat et normalement engagé en D2. L'autre formation est Tabuan Muda, la sélection de Brunéi des moins de 23 ans, qui s'engage en championnat afin de préparer le tournoi de football des Jeux d'Asie du Sud-Est de 2015.

## Les clubs participants
- Tabuan Muda
- Najip FC
- Kilanas FC
- Jerudong Football Club
- Lun Bawang FC - Promu de D2
- Wijaya United
- Indera Sport Club
- MS ABDB
- IKLS Football Club - Promu de D2
- MS PDB

## Compétition

### Classement
Le classement est établi sur le barème de points classique (victoire à 3 points, match nul à 1, défaite à 0).
| Rang | Équipe                | Pts | J  | G  | N | P  | Bp | Bc | Diff |
| ---- | --------------------- | --- | -- | -- | - | -- | -- | -- | ---- |
| 1    | MS ABDBC              | 49  | 18 | 16 | 1 | 1  | 55 | 12 | +43  |
| 2    | Indera Sport ClubT    | 42  | 18 | 13 | 3 | 2  | 54 | 19 | +35  |
| 3    | Najip Football Club   | 36  | 18 | 12 | 0 | 6  | 35 | 32 | +3   |
| 4    | Wijaya United         | 31  | 18 | 9  | 4 | 5  | 46 | 34 | +12  |
| 5    | Tabuan Muda           | 30  | 18 | 9  | 3 | 6  | 37 | 28 | +9   |
| 6    | Jerudong FC           | 26  | 18 | 8  | 2 | 8  | 47 | 33 | +14  |
| 7    | MS PDB                | 16  | 18 | 4  | 4 | 10 | 29 | 35 | -6   |
| 8    | Lun Bawang FCP        | 12  | 18 | 3  | 3 | 12 | 26 | 49 | -23  |
| 9    | IKLS Football ClubP   | 12  | 18 | 4  | 0 | 14 | 27 | 62 | -35  |
| 10   | Kilanas Football Club | 6   | 18 | 2  | 0 | 16 | 22 | 74 | -52  |

|  | Champion de Brunei 2015                                                      |
|  | Relégation en deuxième division                                              |
|  | T : Tenant du titre C : Vainqueur de la Coupe de Brunei P : Club promu de D2 |

## Bilan de la saison
| Championnat de Brunei de football 2015 |                       |
| Champion                               | MS ABDB (1er titre)   |
| Coupes et trophées                     |                       |
| Vainqueur de la Coupe de Brunei 2015   | MS ABDB               |
| Qualifications continentales           |                       |
| Coupe de l'AFC 2016                    | Aucun                 |
| Promotions et relégations              |                       |
| Promus en Brunei Super League          | Kota Rangers          |
| Promus en Brunei Super League          | Kasuka Football Club  |
| Relégués en Liga Perdana               | IKLS Football Club    |
| Relégués en Liga Perdana               | Kilanas Football Club |